# The Kids Are Alright (film)
Pour les articles homonymes, voir The Kids Are Alright.
Pour plus de détails, voir Fiche technique et Distribution.
The Kids Are Alright est un documentaire-rock sur le groupe britannique The Who. On y retrouve des extraits de concerts (Woodstock, Ile de Wight, ...), des clips promotionnels et des entrevues de 1965 à 1978.
Sur l'affiche du film, les 4 membres du groupe (Roger Daltrey, Pete Townshend, Keith Moon et John Entwistle) sont assis au pied du Carl Schurz Memorial de New York, drapés de l'Union Jack.

## Historique
Le film est l'initiative d'un fan Américain, Jeff Stein, qui, dit-il, n'a aucune expérience dans le domaine du cinéma. Stein a fait un livre de photos des tournées de 1970, alors qu'il n'avait que 17 ans. En 1975, il approche Pete Townshend, le principal compositeur et guitariste du groupe The Who à propos de films et de clips pour des références historiques du groupe. Au début, Townshend rejette cette idée, mais il est persuadé par le manager du groupe, Bill Curbishley, qui obtient leur coopération.

Les Who sont ravis des images que leur montre Stein et son éditeur de film, Ed Rothkowitz. Cela les a convaincus que le film devait être fait au plus vite. Stein savait que les meilleures performances du groupe n'étaient souvent pas enregistrées, ou, si elles l'étaient, l'enregistrement avait été effacé ou égaré par la suite. Pendant plus de deux ans, il collecte des bobines de films et d'émissions de télévision. Le tournage commence le 20 juin 1977 au studio "Shepperton" dans la ville de Middlesex en Angleterre. On filme, entre autres, la vie quotidienne du batteur Keith Moon dans sa maison à Malibu en Californie, ainsi qu'un enregistrement de Baba O'Riley et de Won't Get Fooled Again. L'enregistrement final s'effectua le 25 mai 1978. 

Le son est supervisé par le bassiste John Entwistle. Certaines lignes de basse sont doublées. Le 7 septembre 1978, alors que se finissait la partie audio du documentaire, le batteur Keith Moon meurt. Les autres membres du groupe (sauf le guitariste Pete Townshend), prirent la décision de laisser le film intact.
Le film fut diffusé en avant-première lors du 32e Festival de Cannes (Cannes Film Festival en anglais) le 13 mai 1979. The Kids are Alright sortit en première aux États-Unis le 15 juin 1979 et fit beaucoup parler de lui dans la presse.
La bande originale The Kids Are Alright sort le juin 1979 et devient disque de platine aux États-Unis.
Le film sortit en DVD en 2003. La qualité de l'image a été très travaillée, et des bonus sont ajoutés (entrevue avec Roger Daltrey, commentaires sur les chansons, etc. ).

## Contenu

### The Smothers Brothers Comedy Hour
Le film commence par les images du groupe The Who dans l'émission The Smothers Brothers Comedy Hour à l'antenne de CBS (Los Angeles). Ils jouent les chansons I Can See For Miles et My Generation. Après la performance de My Generation, le groupe se mit à détruire leurs instruments. Moon mit des explosifs dans la grosse caisse de sa batterie. L'explosion brûla les cheveux de Townshend, et la détonation serait (entre autres) à l'origine de ses problèmes d'ouïe.

### Concerts
Les performances témoignent de leur progression sur la scène britannique et mondiale :
- Le spectacle Woodstock Music and Art Fair en août 1969, n'a pas été un grand succès artistique. À la fin de My Generation, Townshend jette sa guitare dans la foule.
- La tournée aux États-Unis en 1975 a atteint une foule de 75 962 personnes le 6 décembre 1975. Les images dans le film étaient celles diffusées sur les écrans géants du stade du Pontiac Silverdome.
- L'apparition du groupe au Festival international de musique pop de Monterey le 18 juin 1967 a provoqué leur première grande apparition aux médias des États-Unis.

### Titres / Chapitres (version DVD)
1. My Generation [5:39]
2. I Can't Explain [2:30]
3. Russell Harty #1 [1:03]
4. Baba O'Riley [5:18]
5. Shout and Shimmy [2:03]
6. Russell Harty #2 [1:08]
7. Young Man Blues [3:43]
8. Melvin Bragg #1 [1:14]
9. Drum Kit Mayhem [:26]
10. The Keith Ringo Knows? [1:15]
11. Tommy Can You Hear Me? [1:32]
12. Ringo & Keith: On Roger [:34]
13. Pinball Wizard [2:25]
14. Ummm...Jah [:49]
15. See Me, Feel Me [5:12]
16. Melvin Bragg #2 [:33]
17. My Generation Conclusion [2:17]
18. Anyway, Anyhow, Anywhere [2:55]
19. Russell Harty #3 [:29]
20. Success Story [1:32]
21. Pete: On the Beatles [:35]
22. Substitute, Pictures of Lily, Magic Bus [4:46]
23. Happy Jack [2:40]
24. Melvin Bragg #3 [1:48]
25. A Quick One While He's Away [7:43]
26. A Circus Act? [:45]
27. Ringo & Keith: Joining the Who [:50]
28. Cobwebs and Strange [2:44]
29. Russell Harty #4 [1:32]
30. Ringo & Keith: On Pete [:38]
31. Pete: On Doing His Job [:45]
32. Sparks [4:38]
33. Barbara Ann [3:00]
34. Roadrunner/My Generation Blues [5:13]
35. Pete: The Power of Volume [1:09]
36. Russell Harty #5 [1:48]
37. Who Are You [5:11]
38. Russell Harty #6 [1:11]
39. My Generation [3:50]
40. Final Words [:56]
41. Won't Get Fooled Again [9:11]
42. Long Live Rock [3:55]
(Crédits: The Kids are Alright)

## Crédits
- Membres :  Roger Daltrey, John Entwistle, Keith Moon, Pete Townshend.
- Apparition :  Tommy Smothers, Jimmy O'Neill, Russell Harty, Melvyn Bragg, Ringo Starr, Mary Ann Zabresky, Michael Leckebusch, Barry Fantoni, Jeremy Paxman, Bob Pridden, Keith Richards, Garry McDonald, Norman Gunston, Steve Martin, Rick Danko et Ken Russell
- Produit par :  Bill Curbishley, Tony Klinger
- Associé :  Jeff Stein, Ed Rothkowitz, The Who
- Édité par :  Ed Rothkowitz
- Directeur musical :  John Entwistle
- Écrit et réalisé par :  Jeff Stein

## Citation
- "My Friends Call Me Keith, You Can Call Me John!" (Mes amis m'appellent Keith, vous pouvez m'appeler John!) - Keith Moon
- "When I'm on the stage - let me try to explain - when I'm on the stage, I'm not in control of myself at all. I even don't know who I am. (..) If you walked on the stage in the middle of a concert for an interview, I'd probably come close to killing you" (Quand je suis sur scène -laissez-moi essayer d'expliquer- quand je suis sur scène, je ne me contrôle plus. Je ne sais même plus qui je suis. Si tu viens sur la scène au beau milieu d'un concert pour une interview, je vais probablement venir te tuer.) Pete Townshend